# Jack Grinnage
Jack Eugene Grinnage (* 20. Januar 1931 in Los Angeles, Kalifornien) ist ein US-amerikanischer Schauspieler, der seit 1954 im Filmgeschäft tätig ist. Bekanntheit erlangte er 1955 durch die Rolle des Moose in … denn sie wissen nicht, was sie tun.

## Leben
Jack Eugene Grinnage wurde 1931 im kalifornischen Los Angeles geboren. Seine erste kleine Rolle erhielt der damals 23-jährige 1954 in einer Folge der Sitcom Vater ist der Beste mit Robert Young. 1955 folgte eine kleine Nebenrolle in Unterbrochene Melodie. Noch im selben Jahr erhielt Grinnage die Rolle des jugendlichen Bandenmitglieds Moose in … denn sie wissen nicht, was sie tun an der Seite von James Dean, die ihn als Schauspieler bekannt machte. Seit dem Tod von Frank Mazzola (der das Bandenmitglied Crunch spielte) gilt Grinnage als letzter lebender Darsteller des Films, der Erwähnung in den Credits hatte.
In den folgenden Jahren beschränkte sich Jack Grinnage überwiegend auf kleinere Nebenrollen, darunter 1958 im Filmdrama Mein Leben ist der Rhythmus mit Elvis Presley in der Hauptrolle sowie 1960 in Spartacus mit Kirk Douglas. Hinzu kamen weitere Auftritte in Fernsehserien, darunter 1961 in einer Folge von Twilight Zone. Im selben Jahr trat Grinnage in The Billy Barnes People am New Yorker Broadway auf. 1974 bis 1975 spielte Jack Grinnage die Rolle des Reporters Ron Updyke, dem Gegenspieler des von Darren McGavin verkörperten Carl Kolchak, in der Fernsehserie Kolchak: The Night Stalker. Ursprünglich sollte Grinnages Charakter nur einen einzigen Auftritt haben, wurde dann jedoch aufgrund seiner Beliebtheit Teil der Stammbesetzung.
Zu seinen späteren Auftritten gehört die des provisorischen Hausmeisters Marvell in zwei Folgen von Scrubs – Die Anfänger im Jahr 2009. Im Herbst 2018 spielte er in der Comedyserie The Kids Are Alright neben Mary McCormack eine Gastrolle. 2023 war Grinnage einer der Porträtierten in einem Artikel des Spiegels (34/2023) über die weniger bekannten Filmschaffenden in Hollywood; darin wird berichtet, dass er vor allem dank Fernsehausstrahlungen seiner Serienauftritte entsprechende Royaltys erhält und damit seinen Ruhestand finanziert.

## Filmografie (Auswahl)

### Filme
- 1955: Unterbrochene Melodie (Interrupted Melody)
- 1955: … denn sie wissen nicht, was sie tun (Rebel Without a Cause)
- 1955: Die nackte Geisel (Lady Godiva of Coventry)
- 1956: Gaby
- 1958: Wink of an Eye
- 1958: Mein Leben ist der Rhythmus (King Creole)
- 1958: Der Seewolf (Wolf Larsen)
- 1959: Jugend ohne Gesetz (Riot in Juvenile Prison)
- 1960: Spartacus
- 1963: Eine kitzlige Sache (A Ticklish Affair)
- 1963: Captain Newman (Captain Newman, M.D.)
- 1968: Wo bitte gibt’s Bier an der Front? (The Private Navy of Sgt. O’Farrell)
- 1970: Die Glut der Gewalt (The Liberation of L.B. Jones)
- 1978: Zero to Sixty
- 2003: Six Feet Under – Gestorben wird immer (Six Feet Under)

### Fernsehserien
soweit nicht anders erwähnt jeweils eine Folge
- 1954: Vater ist der Beste (Father Knows Best)
- 1959–1966: Rauchende Colts (Gunsmoke; vier Folgen)
- 1961: Twilight Zone
- 1966: Laredo (zwei Folgen)
- 1969: Der Chef (Ironside)
- 1974–1975: Kolchak: The Night Stalker (20 Folgen)
- 1977: Starsky & Hutch
- 1978: Lou Grant
- 1983: Hotel
- 2009: Scrubs – Die Anfänger (Scrubs; zwei Folgen)
- 2013: Ghost Girls
- 2018: The Kids Are Alright